# Archambaud V de Bourbon
Archambaud V de Bourbon dit le Pieux (né vers 1050 (?), mort après 1096), seigneur de Bourbon 1095-après 1096

## Biographie
Archambaud V est le fils aîné et successeur d'Archambaud IV de Bourbon et de son épouse Beliarde. L'historiographie retient son surnom de le Pieux, qui lui est attribué dans une charte de Saint-Ursin de Bourges datée d'entre le 22 septembre et le 31 décembre 1095 ou 1096 (soit à titre postum).
En 1095, une charte du Cartulaire de Montermoyen (fol. 14, recto), copiée par M. Chazaud, où l’on voit un seigneur de Bourbon du nom d'Archambaud (V) juger avec ses barons, parmi lesquels on remarque Mathieu de Périgny, une contestation élevée entre les chanoines de Montermoyen et Arnustus le Long, seigneur de Blet. Les chanoines de Montermoyen se présentèrent avec une nombreuse escorte à la cour de Lugni prêts à prouver et à soutenir contre Arnustus-le-Long, de Blet, par le combat de deux avoués, que le fief sacerdotal dudit Lugni, acquis par eux au temps de l'archevêque Richard (1071-1092), leur appartenait au même titre qu'aux précédents possesseurs ils arguaient pour cela du témoignage du juge Aimoin et de l'opinion unanime des anciens du pays, et offraient de prouver, par serment ou par bataille, devant tout tribunal légitime, les droits méconnus du chapitre. Mais le seigneur de Bourbon Archambaud et ses vassaux dont la multitude n'était pas petite, émus de piété et enflammés du zèle de la justice de Dieu, certains d'ailleurs du bon droit des chanoines et de la mauvaise foi d'Arnustus-le-Long, ne voulurent pas permettre la bataille, et décidèrent ou qu'on s'en rapporterait au serment de quatre hommes du pays, conformément à la loi, ou que toute la dîme serait partagée entre les deux parties par égale portion on s'arrêta à cette dernière alternative, avec cette clause que le desservant, chanoine ou non, quel que fût le nombre de ses bœufs, deux, quatre ou six, ne serait jamais astreint de payer la dîme ni à Arnustus ni à ses successeurs.
Le jeudi 8 novembre 1095, le pape Urbain II, arrivé à Souvigny quelques jours plus tôt, menace de déménager les restes de saint Mayeul, pour les mettre dans une autre abbaye, plus « sure », et profite de son séjour dans le monastère pour faire jurer à Archambaud, sur la tombe de son père, qu'il renoncera aux injustes coutumes établies par ses ancêtres à l'encontre du droit monacal. Furent témoins Aymon le sénéchal de Bourbon, les frères Giraud et Bernard de Colne (peut-être Cogny aujourd’hui), Bernard de Vilars, ainsi que ses deux amis, Mathieu de Périgny et Guiffred de Dun. La première menace aurait signifié une grande perte financière pour le Bourbonnais, dont les divers pèlerinages sur la tombe de ce saint, étaient, à l’époque, de toute première importance. L’évêque de Clermont, Durand (Durannus), très âgé, rejoint le pape pour l’accueillir et l’accompagner jusqu’à Clermont.
Le lundi 12 novembre 1095, Archambaud V convoqua une cour de justice à Monticulum (Montet-aux-Moines où Archambaud III est inhumé), composée de plusieurs seigneurs, dont Guillaume de Saint-Amand, Godfroid (Guiffred ou Godefridus) de Dun (on sait que son frère Eudes de Dun vendra en 1101 son château de Dun-sur-Auron à Philippe Ier pour partir en croisade, sans doute à la suite de son frère) et Mathieu de Périgny (Matthaeus de Pariancio), Gouffier de Jaligny (dit « le barbu », disparu et déclaré mort vers 1096 comme son suzerain), Robert de Châtillon, Arnould Rabia, Rainaud de Scola et d’autre vassaux pour terminer les différends que le sire de Bourbon avait avec les religieux de Souvigny, le pape Urbain II , en route vers Clermont, assistait à cette réunion d'où il date une bulle relative au différend qu'il vient de juger, contrairement aux prétentions d'Archambaud, et qu’il confie à l’évêque Durand.
Le 27 novembre 1095, commence le concile de Clermont, qui a été retardé à la suite de la mort de l’évêque Durand à son arrivée, et la désignation du nouveau, Guillaume de Bafia. Durant le concile, Hugues de Cluny cita de nouveau Archambaud V de Bourbon à comparaître au concile et l’on exigea de lui l'engagement formel et absolu de se soumettre à l'avenir, en ce qui concernait ses démêlés avec le monastère de Souvigny, aux décisions de l'archevêque de Bourges et des évêques du Puy et de Clermont. Il le promit. Ce plaids eut pour témoins dom Adémar évêque du Puy, et Guillaume de Bafia, qui venait d'être fait évêque de Clermont, Umbaud de Bourbon (Viguier de Bourges, seigneur de Cosne, Igrande, Pouzy, etc.), Guillaume des Granges, Girard le Viguier, Adalard le Seurre, Guillaume de l'Hôpital, Bernard de Longvé, Hugues Cadeau et Pierre Adalard (Père d’Allard de Guillebaut, et bien entendu les vassaux qui étaient présents à Montet et qui ont suivi leur seigneur. À noter que cette troisième démonstration est vraisemblablement superflue, car le pape avait déjà ratifié la décision dès Montet-aux-Moines, elle n’a donc qu’une valeur démonstrative et d’exemple face aux autres nobles assemblés en ce lieu, on comprend aussi que la partie du discours du pape sur la rémission des péchés, l’absolution des actes,… en rapport avec la croisade, est un peu « orienté » finalement vers un individu en particulier.
Presque immédiatement après ce concile, Archambaud V (et les vassaux présents le 12 novembre 1095) « disparaissent », on ne les reverra plus.
Nota : juin 1096, Hugues Ier de Vermandois, en route vers la Croisade, passe par Clermont après avoir traversé le Bourbonnais. Il sortira de France vers l’Italie en août et sera le premier arrivé à Constantinople.
La brièveté de son gouvernement ne lui permet pas de ratifier l'accord avec l'abbaye de Cluny négocié par son père et par lui-même, sur les droits du prieuré de Souvigny. C'est son frère Aymon II Vaire-Vache qui conclut la paix définitive avec Cluny.
On ne connaît pas exactement la date ni les circonstances de sa mort ; sa veuve Pétronille de Chemillé ne se remaria qu'après 1097 avec Alard de la Roche-Guillebaud, ce qui fait que l'on sait qu'à cette date il était décédé. Un document, confirmation de l'accord de 1095, par Aymon II, présenté comme étant fait le jour des obsèques dudit Archambaud est en fait un faux de la main du Père André (Bibl. de Besançon, ms. 893, fol. 15) avec la rubrique « ex cartulario Silviniacensis », alors que le manuscrit du Thesaurus Silviniacensis des Archives de l'Allier, transcription exécutée de 1644 à 1649, donc antérieure au Père André, ne contient que le premier accord.
Le fait qu'il ne participa pas à la paix définitive avec Cluny (qui est conclue par son frère) indique qu'il n'était sans doute pas présent fin juin, début juillet 1096 (ce qui permit à son frère de prendre le pouvoir), alors qu'il était présent (Souvigny, Montet aux Moines, Clermont) lors du début des pourparlers. L'intervention du pape Urbain II venu à Clermont en Auvergne prêcher la croisade, en échange de rémissions, et qui amena au concile de Charlieu en 1095 pour la résolution de cette affaire, et les remontrances et menaces d'excommunication à l'encontre de son père (celui-ci décédé n'aurait pu alors être inhumé à Souvigny et sa tombe aurait dû être déménagée en terre non consacrée) et de lui-même, ont peut-être pu le pousser à participer à la première croisade (un de ses vassaux, Gaufred Gaudeth y participa et disparut dans les mêmes circonstances) au côté de Hugues de Vermandois. De fait sa date de décès approximative correspondrait alors exactement avec un évènement tragique de cette expédition : le naufrage lors de la traversée de l’Adriatique de plusieurs des navires en décembre 1096. Ce naufrage eut lieu près des côtes de l’Epire, et de nombreux croisés purent être secourus, dont Hugues de Vermandois lui-même, mais apparemment Archambaud V fut parmi les victimes, et mourut donc sans gloire.
De nombreux autres indices montrent clairement qu'il est probable qu'il ait fait partie de cette expédition, notamment quand on prend en considération les hauts seigneurs proches du comté de Bourbon : le comte de Forez, le comte de Clermont, le prince de Déols (Raoul Thibault de Déols, raison de la présence de son vassal Pierre Adalard à Clermont) ; certains partiront un peu plus tard (1101 pour le comte de Nevers/Tonnerre et le comte de Bourges), et il assez invraisemblable que le seigneur de Bourbon soit une des seules exceptions. De plus, le chef de sa belle-famille, Robert l'Allobroge (Robert de Craon) avait prévu de partir lors de l'expédition de 1096 et d'accompagner Hugues de Vermandois et Robert Courteheuse, duc de Normandie (dont Robert est le vassal et un des plus proches alliés) et avait déjà joint des troupes à cette expédition (Robert l'Allobroge sera retardé par la menace anglaise et ne rejoindra ses troupes déjà engagées en Palestine que début 1098). Ainsi, quand en 1147, le fils d'Aymon, Archambaud VII, part à la deuxième croisade, les armoiries des Bourbons (qui viennent d'être créées) s'ornent déjà de plusieurs symboles de la coquille, (elles répertorient ceux qui sont partis en croisade ou en pèlerinage) et en faisant les décomptes (3 coquilles pour Archambaud VII et ses deux cousins, 3 pour Guillaume de Bourbon, Girard et Maillart de Bourbon qui sont partis en 1098, dans ce qui semblent être une expédition de secours, il reste 2 coquilles qui ne peuvent correspondre qu'à Archambaud le Pieux et à son fils).
Il laisse un fils Archambaud VI le Pupille (Archembaud minor), qui est plus âgé que l'on a pu le croire, et qui semble avoir accompagné son père en croisade, mais a survécu, du moins jusqu'en 1108, puisque sa mère et son beau-père (Allard de Guillebaud) défendent à cette date ses droits, en son "absence" (A cette date Archambaud VI, ne semble pas être présent et ne figure nulle part dans la "discussion" qui concerne pourtant ses propres droits, alors qu'il est bien vivant et adulte, puisqu'il y avait eu 8 ans plus tôt, en 1100, un échange entre lui et le pape Pascal II, confirmant l'accord de 1095), face à son oncle Aymon (affaire de Germiny avec intervention royale de Louis VI le Gros).

## Union et postérité
Archambaud V d'une épouse que Mr Chazaud nommait Dulcia, mais il s'agit très probablement de Pétronille de Chemillé, (d'après de nombreux indices due à son deuxième mariage, et par Beaudry de Bourgueil, coauteur avec elle de "La Vie du bienheureux Robert d'Arbrissel") laissa un fils unique :
- Archambaud VI le Pupille.

## Sources
- Anthony Stokvis, Manuel d'histoire, de généalogie et de chronologie de tous les États du globe, depuis les temps les plus reculés jusqu'à nos jours, préf. H. F. Wijnman, éditions Brill Leyde 1889, réédition 1966, Volume II, chapitre II « France et Monaco »  e) États féodaux, § 84 « Seigneurie, puis baronnie et plus tard duché de Bourbon », p. 143 et tableau généalogique no 42, p. 144.